# Raymond's Hill
Raymond's Hill är en by i Devon i England. Byn ligger 16 km från Honiton. Orten har 803 invånare (2015).